# Summer World University Games 2025/Teilnehmer (Usbekistan)
| Gelbes Symbol für Goldmedaillen mit stilisierten Olympischen Ringen | Graues Symbol für Silbermedaillen mit stilisierten Olympischen Ringen | Braundes Symbol für Bronzemedaillen mit stilisierten Olympischen Ringen |
| ------------------------------------------------------------------- | --------------------------------------------------------------------- | ----------------------------------------------------------------------- |
| 4                                                                   | 4                                                                     | 7                                                                       |

Usbekistan nimmt an den Summer World University Games 2025 vom 16. bis´zum 27. Juli mit 50 Athleten (27 Männer und 23 Frauen) teil.

## Medaillen

### Medaillenspiegel
| Rang   | Sportart                   | Gold | Silber | Bronze | Gesamt |
| ------ | -------------------------- | ---- | ------ | ------ | ------ |
| 1      | Rhythmische Sportgymnastik | 2    | 2      | –      | 4      |
| 2      | Taekwondo                  | 1    | 1      | 4      | 6      |
| 3      | Leichtathletik             | 1    | –      | –      | 1      |
| 4      | Schwimmen                  | –    | 1      | 1      | 2      |
| 5      | Judo                       | –    | –      | 2      | 2      |
| Gesamt | Gesamt                     | 4    | 4      | 7      | 15     |

### Medaillengewinner
| Name/n                                                                             | Sportart                   | Wettkampf                |
| ---------------------------------------------------------------------------------- | -------------------------- | ------------------------ |
| Gold                                                                               |                            |                          |
| Takhmina Ikromova                                                                  | Rhythmische Sportgymnastik | Reifen                   |
| Takhmina Ikromova                                                                  | Rhythmische Sportgymnastik | Band                     |
| Diyorakhon Azizova Shokhjakhon Karimboev Najmiddin Kosimkhojiev Madina Mirabzalova | Taekwondo                  | Mixed Kyorugi Mannschaft |
| Sharifa Davronova                                                                  | Leichtathletik             | Dreisprung               |
| Silber                                                                             |                            |                          |
| Eldorbek Usmonov                                                                   | Schwimmen                  | 50 m Schmetterling       |
| Takhmina Ikromova                                                                  | Rhythmische Sportgymnastik | Einzel Mehrkampf         |
| Takhmina Ikromova                                                                  | Rhythmische Sportgymnastik | Keulen                   |
| Marat Mawlanow                                                                     | Taekwondo                  | Kyorugi +87 kg           |
| Bronze                                                                             |                            |                          |
| Eldorbek Usmonov                                                                   | Schwimmen                  | 100 m Schmetterling      |
| Shukurjon Aminova                                                                  | Judo                       | Klasse bis 57 kg         |
| Laziza Haydarova                                                                   | Judo                       | Klasse bis 48 kg         |
| Shamsiddin Kurbonov                                                                | Taekwondo                  | Kyorugi -58 kg           |
| Najmiddin Kosimkhojiev                                                             | Taekwondo                  | Kyorugi -74 kg           |
| Madina Mirabzalova                                                                 | Taekwondo                  | Kyorugi -57 kg           |
| Umidjon Turabov Marat Mavlonov Shokhijakhon Akhmedov                               | Taekwondo                  | Kyorugi Mannschaft       |

## Teilnehmer nach Sportarten

### Bogenschießen
| Männer - Utkirjon Hoshimov | Frauen - Diana Fatikhova - Ziyodakhon Abdusattorova - Jasmina Nurmanova |

### Judo
| Männer - Nodirbek Mavlonberdiev - Muhammad Sodikov - Anvarjo Ibrohimov - Nurbek Murtozoev - Mardon Ravshanov - Islombek Ravshankulov | Frauen - Shukurjon Aminova - Laziza Haydarova - Sugdiyona Rafkatova - Shirinjon Yuldoshova - Marjona Kuchimova - Iriskhon Kurbanbaeva |

### Leichtathletik
| Männer - Nodir Norbaev | Frauen - Jonbibi Hukmova |

### Rudern
| Männer - Mekhrojbek Mamatkulov | Frauen - Malika Tagmatova |

### Schwimmen
| Männer - Eldorbek Usmonov - Abdulazizbek Abdumajidov - Roman Berkovich - Iskandar Sadullaev - Mikhail Kleshko | Frauen - Anastasiya Zelinskaya |

### Taekwondo
| Männer - Shamsiddin Kurbonov - Marat Mavlonov - Najmiddin Kosimkhojiev - Shokhjakhon Karimboev - Umidjon Turabov - Shokhijakhon Akhmedov | Frauen - Madina Mirabzalova - Zuhrakhon Tojimatova - Dilnoza Tangirova - Diyorakhon Azizova - Laylo Zayniddinova - Iroda Mirtadjieva |

### Tennis
| Männer - Amir Milushev - Maksim Shin | Frauen - Daria Shubina - Sabrina Olimjonova |

### Tischtennis
| Männer - Ruzimukhammad Rakhmonov - Shohrux Iskandarov | Frauen - Mehriniso Norkulova - Markhabo Magdieva |

### Turnen

#### Gerätturnen
Männer
- Adulazziz Mirvaliev
- Ravshan Kamiljanov

### Rhythmische Sportgymnastik
| Athleten          | Wettbewerb       | Qualifikation | Qualifikation | Finale  | Finale | Rang   |
| Athleten          | Wettbewerb       | Punkte        | Rang          | Punkte  | Rang   | Rang   |
| ----------------- | ---------------- | ------------- | ------------- | ------- | ------ | ------ |
| Frauen            |                  |               |               |         |        |        |
| Takhmina Ikromova | Einzel Mehrkampf | —             | —             | 112.700 | 2      | Silber |
| Takhmina Ikromova | Reifen           | 27.800        | 3             | 29.850  | 1      | Gold   |
| Takhmina Ikromova | Ball             | 28.300        | 2             | 27.400  | 4      | 4      |
| Takhmina Ikromova | Keulen           | 29.600        | 1             | 27.900  | 2      | Silber |
| Takhmina Ikromova | Band             | 27.000        | 2             | 28.700  | 1      | Gold   |

### Wasserspringen
Männer
- Vyacheslav Kachanov